# География Уэльса
Уэльс (валл. Cymru, англ. Wales) включает себя полуостров на западе Великобритании и прибрежные острова, крупнейший из которых — Англси. Уэльс является одной из четырёх административно-политических частей Великобритании. На востоке граничит с Англией. С трёх других сторон окружено водным пространством: Ирландское море на севере, пролив Святого Георга на западе, Бристольский залив на юге. Протяжённость Уэльса с севера на юг — 274 км, с запада на восток — 97 км. Общая площадь — 20 779 км2. Береговая линия составляет более 1200 км.

## Топография и геология

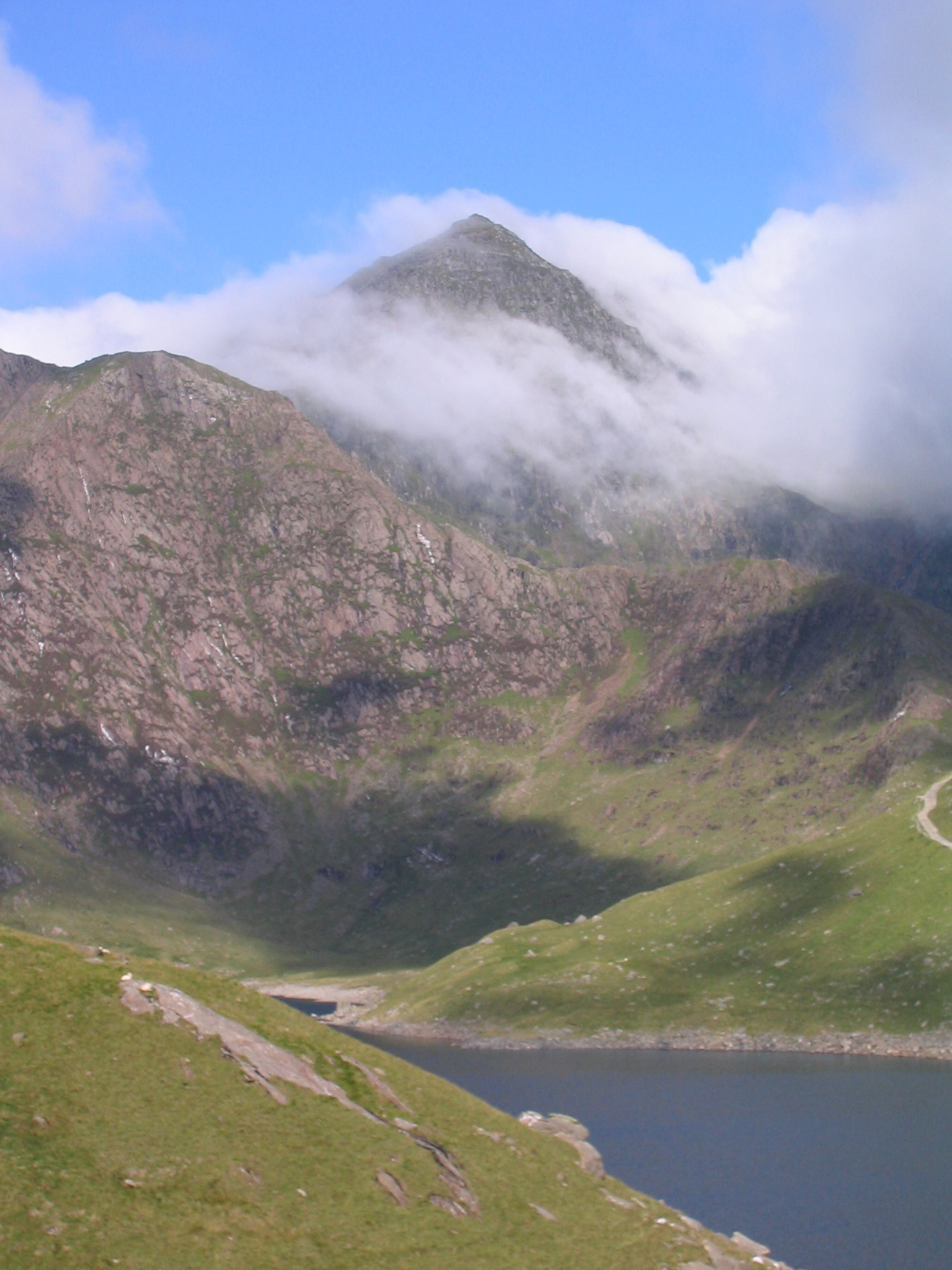
Высочайшая гора Уэльса Сноудон

Большую часть Уэльса составляют горы. Выделяются три горные области: Сноудония на северо-западе, Кембрийские горы в центре и Брекон-Биконс на юге. Горы были образованы в последней ледниковой эпохе. Самые высокие горы — в Сноудонии, высочайший пик — гора Сноудон (валл. Yr Wyddfa) (1085 м).
В середине XIX века два геолога, Родерик Мурчисон и Адам Седжвик, использовали свои исследования геологии Уэльса, чтобы установить основные принципы стратиграфии и палеонтологии. Первоначальное название Уэльса Кембрия дало название первому периоду палеозойской эры — кембрийскому периоду. После большого спора следующие два периода, ордовикский и силурийский, названы по названиям кельтских племён: ордовиков и силуров, населявших нынешний Уэльс во время до прихода на эту территорию римлян.

## Землепользование
Полная земельная площадь Уэльса составляет 2 064 000 гектаров. Зерновые культуры и земля под паром составляют 3 % земельной площади, трав и пастбища — 73 %, другая пахотная земля — 1 %, лес и лесистая местность — 13 %, и городская территория — 10 %.

## Политическая география

### Граница с Англией
Современная граница между Уэльсом и Англией была установлена актами о законах в Уэльсе 1535—1542 годов. Граница не подтверждена пограничной комиссией, за исключением подтверждения Монмутшира как часть Уэльса в 1968. Граница проведена по валу Оффы с юга на север до точки примерно в 64 км от северного побережья, а затем граница идёт восточнее. При этом граница имеет ряд аномалий. Например, населённый пункт Найтон в Уэльсе отделён от его железнодорожной станции в Англии, граница практически отрезает Церковь Сток от остальной части Уэльса, делит деревню Лланймайнч, где паб по обе стороны от границы.

### Местное самоуправление
Уэльс делится на 22 области, несущие ответственность за предоставление всех местных государственных услуг, включая образование, социальную работу, экологические и дорожные услуги. Назначенный королевой лорд-лейтенант представляет её в восьми графствах Уэльса.
В Национальном статистическом агентстве Великобритании местные органы власти объединены в группы, базирующиеся в шести основных переписях (демографических, состава семьи, жилья, социально-экономических, занятости и отраслей).

## Населённые пункты
Значительная часть валлийского населения проживает в небольших населённых пунктах. В Уэльсе также относительно низкая доля населения в крупных населённых пунктах, и только 26 % из них живут в городах с населением свыше 100 000. Основное население и промышленные районы Уэльса находятся на юге, в том числе в долине Южный Уэльс, городах Кардифф, Суонси и Ньюпорт. Городов со статусом «сити» в Уэльсе шесть.
- Бангор
- Кардифф
- Ньюпорт
- Сент-Асаф
- Сент-Дейвидс
- Суонси

## Достопримечательности
«Семь чудес Уэльса» — список из семи наиболее популярных географических и культурных достопримечательностей Уэльса: гора Сноудон, звон колоколов церкви Всех святых в деревне Гресфорд, мост через реку Ди в городе Лланголлен (построенный в 1347 году), источник святого Уинфрида (место паломничества во Флинтшире), колокольня церкви святого Джайлза (Эгидия) в Рексеме, старые тисы в деревне Овертон и водопады на реке Райадар (73 м высотой).

## Климат
- Самая высокая температура: +35,2 °C (Харден-Бридж, Флинтшир, 2 августа 1990 г.).
- Самая низкая температура: −23,3 °C (Райадер, Поуис, 1 января 1940 г.).
- Яркость солнечного света:
  - Максимальная продолжительность в месяц: 354,3 часа (Пембрукшир, июль 1955 г.).
  - Минимальная продолжительность в месяц: 2,7 часа (Поуис, январь 1962 г.).
- Самый большой порыв ветра: 200 км/ч (Рус, Гламорган, 28 октября 1989 г.).[2]

В целом климат Уэльса прохладнее климата Англии, благодаря бо́льшей средней высоте над уровнем моря и близости Атлантики. Среднегодовое количество осадков изменяется от наивысших значений в Сноудонии и гор юга Уэльса до наименьших на границе с Англией. Наибольшее количество осадков выпадает с октября по январь, наименьшее — с февраля по сентябрь. Осадки в виде снега редки в низинах и более распространены в горах и холмистых районах. Количество дней со снегопадами либо мокрым снегом составляет 10 на юго-западе и около 40 в Сноудонии.

## Национальные парки
В Уэльсе три национальных парка:
- Брекон-Биконс — на юге Уэльса.
- Побережье Пембрукшира — на побережье Пембрукшира.
- Сноудония — на северо-западе Уэльса.